# Crkva Gospe od Milosrđa u Dubrovniku
Crkva Gospe od Milosrđa, zaštićeno kulturno dobro u Dubrovniku.

## Opis dobra
Crkva Gospe od Milosrđa koja se nalazi na početku Gospina polja, s jugozapadne strane. Jednobrodna je građevina, pravokutnog tlocrta, orijentirana istok – zapad. Pravokutno svetište završava nižom polukružnom apsidom, a uz južnu fasadu svetišta prizidana je kvadratična sakristija. Pročelje crkve rastvoreno je pravokutnim portalom s lunetom, velikom rozetom, a završava preslicom za tri zvona. U neposrednoj blizini smješten je kapucinski samostan građen 1928 – 1936. godine, pa crkva sa samostanom unutar kamenim zidom omeđenog areala čini cjelinu. Crkva ukazuje na kontinuitet izgradnje od srednjeg vijeka do 20. st., naglaskom na period baroka.

## Zaštita
Pod oznakom Z-924 zavedena je kao nepokretno kulturno dobro – pojedinačno, pravna statusa zaštićena kulturnog dobra, klasificiranog kao sakralna graditeljska baština.